# Аделаїда Сіті
Футбольний клуб «Аделаїда Сіті» (англ. Adelaide City Football Club) — австралійський футбольний клуб з Аделаїди, заснований у 1946 році. Виступає у Чемпіонаті Південної Австралії. Домашні матчі приймає на стадіоні «Аделаїда Сіті Парк», місткістю 5 000 глядачів.

## Досягнення

### Національні
- Національна ліга Австралії
  - Чемпіон: 1986, 1991–92, 1993–94
- Кубок Австралії
  - Володар: 1979, 1989, 1991–92

### Міжнародні
- Ліга чемпіонів ОФК
  - Чемпіон: 1987.